# Geografia de Comores
As Comores incluem três das quatro ilhas principais do arquipélago das Comores — a quarta é o território francês de Mayotte. O arquipélago localiza-se no oceano Índico, entre a costa africana e Madagáscar, à entrada do Canal de Moçambique e compreende as ilhas Ngazidja (em língua comoriana, ou Grande Comore, em francês), Mwali (ou Mohéli), Nzwani (Anjouan) e Maore (Mayotte).
O interior das ilhas vulcânicas é variado e vai de montanhas abruptas a colinas baixas. O monte Kartala (2 316 m) na Grande Comore é um vulcão activo. 

## Disputas territoriais
As Comores reclamam a ilha de Mayotte, a ilha mais a leste do arquipélago, actualmente administrada pela França.